# Wallace Island
Wallace Island är en ö i Kanada.   Den ligger i Capital Regional District och provinsen British Columbia, i den sydvästra delen av landet, 3 600 km väster om huvudstaden Ottawa. Arean är 1,1 kvadratkilometer.
Terrängen på Wallace Island är mycket platt. Den sträcker sig 2,8 kilometer i nord-sydlig riktning, och 2,9 kilometer i öst-västlig riktning.
Runt Wallace Island är det ganska glesbefolkat, med 38 invånare per kvadratkilometer.